# Anubis rostratus
Anubis rostratus là một loài bọ cánh cứng trong họ Cerambycidae.